# La De Da
La De Da è una canzone di Ringo Starr del 1998, da lui scritta assieme a Mark Hudson, Dean Grakal e Steve Dudas. La canzone è stata inclusa anche nell'album Vertical Man dello stesso anno.

## Il brano

### Pubblicazione
Negli USA è stato pubblicato solamente su vinile, con al lato B Everyday, non inclusa su Vertical Man. Il numero di serie del disco era  MELP 195. Nel Regno Unito, un primo disco promozionale, contenente solo il radio edit di La De Da, è stato pubblicato con il numero di serie 566 116-2; il disco, con al lato B Love Me Do, è invece stato pubblicato nel Regno Unito e nel resto d'Europa con lo stesso numero di serie del promo. Un disco, pubblicato in tutta Europa con il numero di serie 566 139-2, conteneva il radio edit di La De Da, Love Me Do, Everyday e La De Da. Tutte le pubblicazioni erano ad opera della Mercury Records.

### Videoclip
Le riprese per il videoclip del brano iniziarono il 5 maggio 1995 a Londra, con le riprese di alcune prove su un tetto. Il 10 dello stesso mese si riprese, a New York, Starr seduto su una panchina, che canta con l'ombrello; numerosi ospiti si sedettero a spezzoni accanto a lui sulla panchina. Molti di essi erano i coristi. Il video venne completato il 6 giugno dello stesso anno.

## Formazione
- Ringo Starr: voce, batteria, bongo, percussioni
- Paul McCartney: cori, basso elettrico
- Joe Walsh: cori, chitarra elettrica, chitarra slide solista
- Mark Hudson: cori, basso elettrico, chitarra elettrica, chitarra acustica
- Steve Dudas: cori, chitarra elettrica, chitarra acustica
- Billy Preston: organo Hammond
- 43 coristi[1], fra cui Steven Tyler, Barbara Bach, Nils Lofgren, Van Dyke Parks, Eric Clapton, Timothy B. Schmit e Lee Starkey[2]